# Arlington Canal
Der Arlington Canal ist ein kleiner Bewässerungskanal im westlichen Maricopa County im US-Bundesstaat Arizona.
Er dient als Bewässerungssystem und wird vom Gila River etwa 5 km östlich der Ortschaft Arlington abgezweigt.  Der Kanal wird auf ganzer Länge durch ein System von Stich- und Verteilergräben für die Bewässerung landwirtschaftlicher Kulturen in der Umgebung von Arlington „angezapft“. Diese Gräben enden wieder im Gila River oder in weiteren Bewässerungskanälen.
Der Arlington Canal endete am Gillespie Staudamm, den man zur Regulierung des Wasserstandes des Gila River und des Gila Bend Canal errichten musste. Der Damm wurde aber unzureichend dimensioniert und bei einem Dammbruch (Gillespie Dam Collapse) zerstört.